# Malacoscylus gonostigma
Malacoscylus gonostigma är en skalbaggsart som beskrevs av Bates 1881. Malacoscylus gonostigma ingår i släktet Malacoscylus och familjen långhorningar. Inga underarter finns listade i Catalogue of Life.